# Miejski Stadion Piłkarski Skra w Częstochowie
Miejski Stadion Piłkarski – Loretańska – stadion piłkarski w Częstochowie, w dzielnicy Podjasnogórska, przy ulicy Loretańskiej 20. Domowy obiekt Skry Częstochowa.

## Historia
Boisko piłkarskie przy ul. Kościelnej (ob. Loretańskiej) zostało zbudowane przy udziale społeczeństwa i oddane do użytku 19 lipca 1964 roku. Od zachodu przylegało do Częstochowskich Zakładów Materiałów Ogniotrwałych, które patronowały grającej na nim drużynie KS Barbara. W latach 1974–1978 w wyniku fuzji Skry i Barbary funkcjonował MRKS Skra-Barbara Częstochowa. Drużyna rozgrywała wówczas domowe mecze na boisku przy ul. Kościelnej z uwagi na remont płyty stadionu przy ul. Pułaskiego.
Po utracie stadionu przy ulicy Pułaskiego w 1991 r., nie posiadając własnego boiska, Skra grywała na stadionie Włókniarza Częstochowa oraz obiekcie Politechniki Częstochowskiej, aż w końcu na stałe zagościła na boisku przy ulicy Loretańskiej. W 2011 r. na obiekcie oddano do użytku boisko ze sztuczną murawą, nowe trybuny i oświetlenie. Skra była jedenastym klubem w Polsce, który posiadał boisko ze sztuczną murawą z certyfikatem FIFA. Certyfikat dawał prawo do rozgrywania zawodów piłkarskich na najwyższym szczeblu rozgrywkowym w tym spotkań międzynarodowych na sztucznej nawierzchni. Był to trzeci tego typu pełnowymiarowy obiekt w kraju i pierwszy, który posiadał system nawadniania. W trakcie remontu Skra rozgrywała spotkania na boisku treningowym przy ul. Powstańców. Pierwszy mecz na wyremontowanym obiekcie został rozegrany przy pełnych trybunach (900 osób) 25 marca 2012 r. Skra zainaugurowała nim rundę wiosenną III ligi wygrywając 3ː0 ze Szczakowianką Jaworzno.      

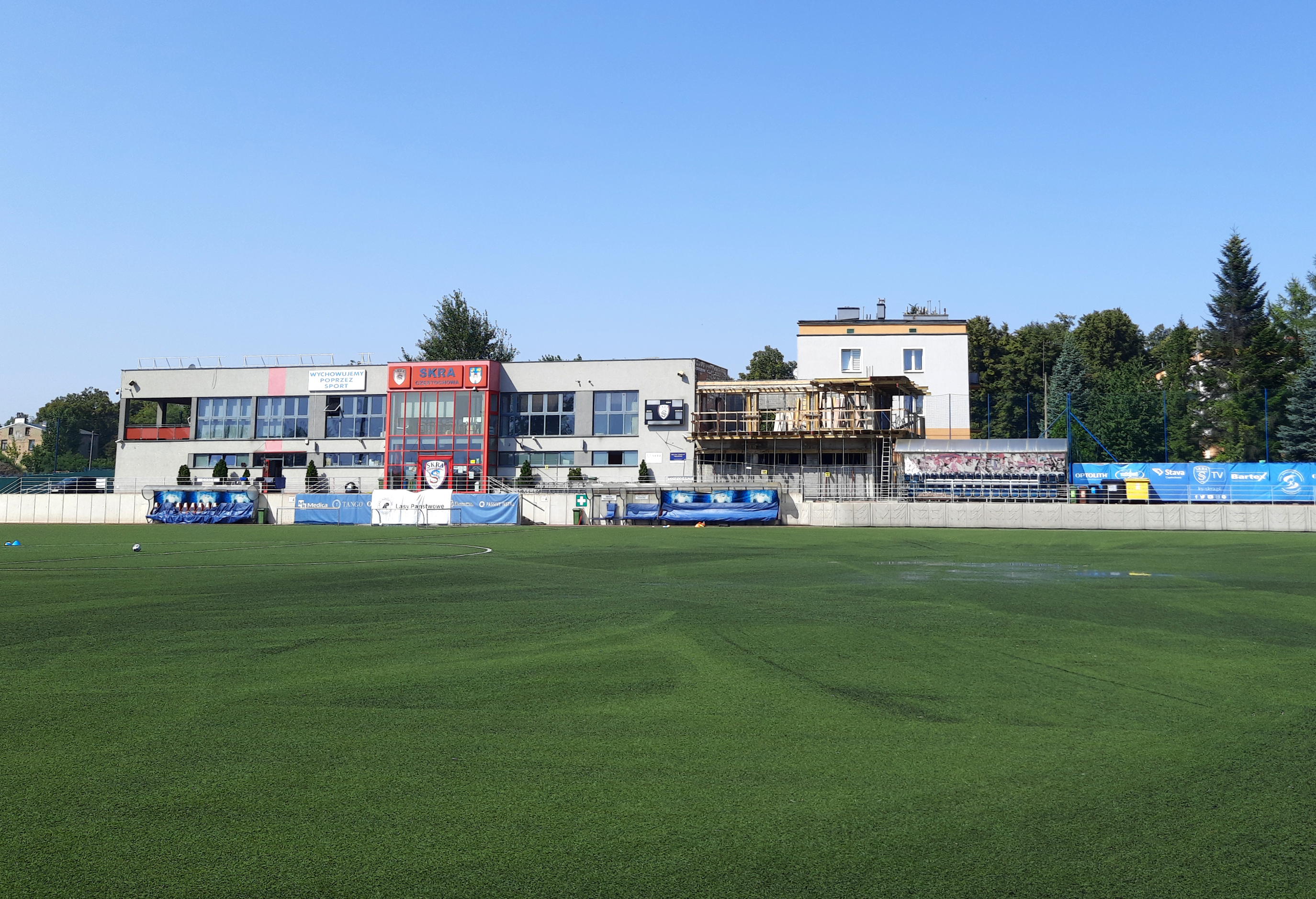
Budynek klubowy w trakcie rozbudowy w 2022 roku

23 października 2013 r. zmieniono nazwę stadionu na „Stolzle Stadion STO” po podpisaniu umowy sponsorskiej z hutą szkła Stoelzle. Od 4 stycznia 2016 obiektem zarządza Miejski Ośrodek Sportu i Rekreacji. Z uwagi na zakończenie współpracy ze sponsorem tytularnym stadionu w 2018 roku zmieniono jego nazwę na Miejski Stadion Piłkarski – Loretańska. W 2018 r. Skra po 67 latach powróciła na szczebel centralny rozgrywek piłkarskich, awansując do II ligi, a w 2021 r. po 69 latach awansowała do I ligi. Stadion nie spełniał wymogów licencyjnych I ligi, m.in. w zakresie podgrzewanej murawy, ilości miejsc na trybunach i mocy oświetlenia. Z tego powodu w sezonie 2021/2022 drużyna seniorów Skry rozgrywała swoje mecze domowe na stadionach przeciwników, a od 7 kwietnia 2022 r. do 8 kwietnia 2023 r. na stadionie zastępczym GIEKSA Arena.   
W czerwcu 2022 r. rozpoczęto rozbudowę budynku klubowego, a w październiku wymianę oświetlenia oraz instalację nowej murawy, wyposażonej w system podgrzewania. Prace związane z wymianą nawierzchni i modernizacją oświetlenia ukończono w marcu 2023 r. Zainstalowano cztery nowe maszty oświetleniowe, przez co uzyskano oświetlenie o natężeniu 1400 luksów.   
Na stadionie były organizowane koncerty muzyczne. Wystąpili na nim m.in. zespół Nefre (01.06.2006), Czerwone Gitary, Norbi (06.07.2013), Five O’Clock Orchestra (09.09.2017).   

## Frekwencja
Średnia frekwencja podczas meczów ligowych Skry na III i IV poziomie rozgrywek od sezonu 2012/2013.